# Sisymbriopsis yechengnica
Sisymbriopsis yechengnica är en korsblommig växtart som först beskrevs av Cheng Hsi An, och fick sitt nu gällande namn av Al-shehbaz, C.H. An och Guang Yang. Sisymbriopsis yechengnica ingår i släktet Sisymbriopsis och familjen korsblommiga växter. Inga underarter finns listade i Catalogue of Life.